# Jersey AC
Jersey Athletic Club is een voormalige Amerikaanse voetbalclub uit Jersey City, New Jersey. De club werd opgericht in 1907 en opgeheven in 1919. De club speelde tien seizoenen in de National Association Football League. Hierin werden twee kampioenschappen behaald. De club werd opgeheven nadat de meeste spelers het Amerikaanse leger moesten dienen in de Eerste Wereldoorlog.

## Erelijst
- National Association Football League
  - Winnaar (2): 1911, 1917
  - Runner up (1): 1910, 1915